# 德国战列舰列表

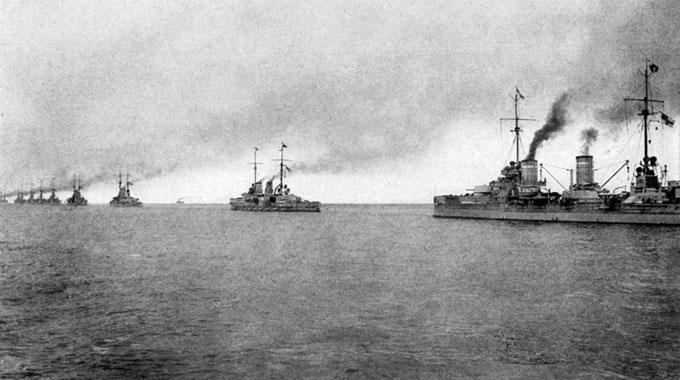
排成战列线的公海舰队无畏舰

德国海军——特别是德意志帝国海军和納粹德國海軍在1890年代至1940年代期间建造一系列战列舰。最初为了在战时保卫其北部和波罗的海海岸，德国建造一系列小型铁甲舰，其中包括岸防舰和装甲巡防艦。而随着1888年德皇威廉二世即位，德意志帝国海军开始适合大国的海军扩张计划。海军立即推动建造4艘勃兰登堡级战列舰，之后不久又建造5艘德皇腓特烈三世级战列舰。1897年随着阿尔弗雷德·冯·提尔皮茨上任海军国务秘书，海军建设得到提速。提尔皮茨的“风险理论”计划建立一支足够强大的舰队，使当时世界上最强大的海军力量——英国不得不考虑规避与德国发生战争的风险，以保存其优势。
提尔皮茨海军上将在1900年至1912年间主导制定一系列海军法，大幅增加海军预算，并批准数十艘战列舰的建造计划。最终的法案设想一支由大约41艘战列舰组成的舰队，其中25艘将被分配给公海舰队，其余的舰只则作为后备。继德皇腓特烈三世级战列舰之后是维特尔斯巴赫级战列舰、不伦瑞克级战列舰和德国级战列舰，这是德国建造的最后一批前無畏艦。1906年以“全装重型火炮”（All-Big-Gun），为设计理念的英国皇家海军无畏号战列舰的下水彻底改变战列舰的结构，并迫使提尔皮茨从根本上改变他的造舰计划。为了继续参加战列舰竞赛，提尔皮茨获得德国第一批无畏舰——拿骚级战列舰的建造资金，这些战列舰于1907年6月开始建造。1908年有4艘黑尔戈兰级战列舰，1909年至1910年间又有4艘皇帝级战列舰开始敷设龙骨。1911年至1912年间，德国开建4艘国王级战列舰，1913年至1915年间又开建4艘巴伐利亚级战列舰，但最终仅建成巴伐利亚号和巴登号两艘。1918年德国战败后，大部分公海舰队舰只被扣押在斯卡帕湾。1919年6月21日，这些舰只最终被凿沉，防止被英国皇家海军缴获。在这一事件被扣押的10艘战列舰中，只有巴登号幸存下来，后来被皇家海军用作炮击练习目标。
一战结束后，德国被限制只能拥有8艘前无畏舰，其中两艘作为预备役。新造舰只在武器装备和尺寸方面受到严重限制。埃里希·雷德尔海军上将于1928年被任命为德国海军司令。雷德尔最初对魏瑪共和國政府采取谨慎的策略。然而，1933年阿道夫·希特勒和纳粹党的崛起使雷德尔有机会扩充舰队。1935年，希特勒政府就《英德海军协定》与英国进行商谈，协议最终规定德国海军可以重建相当于皇家海军35%的军力。德国在这之后建造的第一批新型战列舰是1935年的两艘沙恩霍斯特级战列舰——沙恩霍斯特号和格奈森瑙号。两艘俾斯麦级战列舰随后于1936年开工，其中俾斯麦号于1940年建成，提尔皮茨号则于1941年建成。Z计划是在1939年为重建德国海军而制定，该计划旨在增加6艘H-39级战列舰。其中两艘于1939年中开建，但由于1939年9月第二次世界大战爆发，在两个月后就被取消，而其他4艘还没有开建就被取消。俾斯麦号、提尔皮茨号和沙恩霍斯特号在战斗中沉没，格奈森瑙号于1945年在哥腾哈芬自沉。在此之后，进一步的设计方案也被草拟出来，最终形成尺寸庞大的H-44级战列舰设计案，但由于建造费用和方案可行性问题，这些计划最终都没有实行。
| 主炮     | 主炮数量和类型                                   |
| 排水量   | 作战时舰只满载排水量                             |
| 推进器   | 传动轴的数量，推进系统的类型和可以提供的最高航速 |
| 服役     | 舰只开建和结束建造的日期以及其最终结局           |
| 龙骨敷设 | 开始安放龙骨的日期                               |
| 交付日期 | 舰只交付使用的日期                               |
| 结局     | 舰只最终结局（例如沉没、拆解）                   |

## 前无畏舰

### 勃兰登堡级

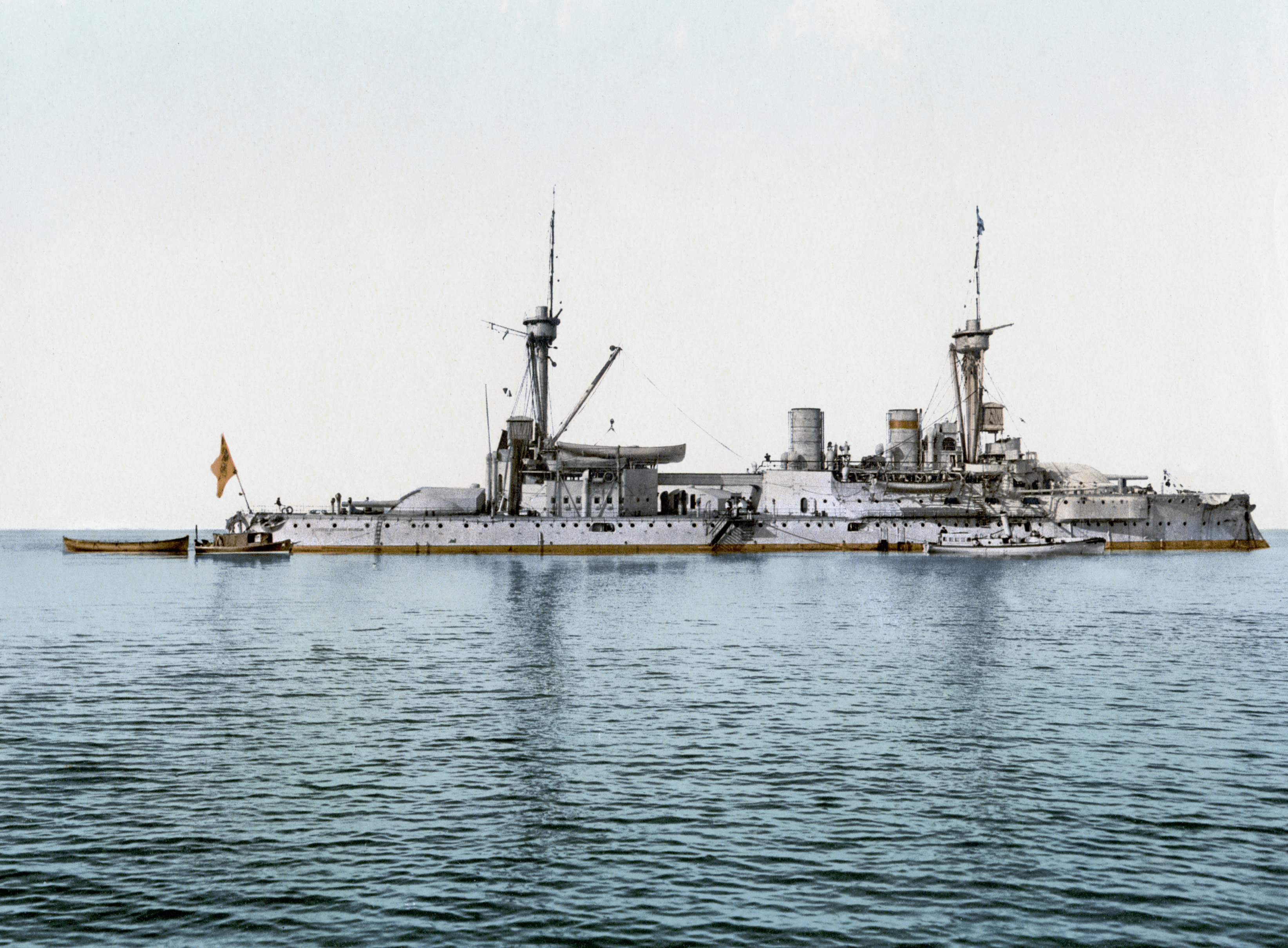
腓特烈·威廉选帝侯号

勃兰登堡级战列舰是德国海军建造的第一批远洋战列舰，这也标志着德国海军扩张的开始。最初建造的舰级包括几种类型的铁甲舰、岸防舰和装甲巡防舰。这些舰只在当时是独一无二的，因为她们装备6门大口径舰炮，而不是其他国家海军的标准的4门。该舰级包括4艘舰只：勃兰登堡号、腓特烈·威廉选帝侯号、魏森堡号和沃尔特号。4艘舰只中，腓特烈·威廉选帝侯号和魏森堡号更先进，因为她们的装甲是由优质钢材制成的。
4舰被分配给第一战列分舰队。1900年至1901年义和团运动期间，她们在阿尔弗雷德·冯·瓦德西元帅的指挥下前往中国执行任务。从中国返回后，勃兰登堡级战列舰都被拖进干船坞进行现代化改造，这一改造从1901年持续到1905年。重建过程期间，上层建筑被拆除，新增了第二座指挥塔，蒸汽锅炉也被更新的型号所取代。腓特烈·威廉选帝侯号和魏森堡号于1910年被卖给奥斯曼帝国，并分别改名为巴巴罗萨·海雷丁号和图尔古特雷斯号。勃兰登堡号和沃尔特号退役后被编入预备役。第一次世界大战开始的时候，两舰都被召回作为岸防舰服役，但是由于她们的舰龄较高，很快就被遣散。在余下的战争岁月里，她们都被用作兵营船直至1920年被拆解。
| 舰名                           | 主炮                 | 排水量                   | 推进器                                                            | 服役     | 服役           | 服役                                                  |
| 舰名                           | 主炮                 | 排水量                   | 推进器                                                            | 龙骨敷设 | 交付日期       | 结局                                                  |
| ------------------------------ | -------------------- | ------------------------ | ----------------------------------------------------------------- | -------- | -------------- | ----------------------------------------------------- |
| 勃兰登堡号 （德語：SMS Brandenburg）          | 6门280（11英寸）舰炮 | 10,670公噸（10,500長噸） | 2具螺旋桨，三胀循环式发动机，16.3節（30.2每小時；18.8英里每小時） | 1890年   | 1893年11月19日 | 1920年在但泽拆解                                      |
| 腓特烈·威廉选帝侯号 （德語：SMS Kurfürst Friedrich Wilhelm） | 6门280（11英寸）舰炮 | 10,670公噸（10,500長噸） | 2具螺旋桨，三胀循环式发动机，16.9節（31.3每小時；19.4英里每小時） | 1890年   | 1894年4月29日  | 1910年9月12日移交给奥斯曼帝国，1915年8月8日沉没       |
| 魏森堡号 （德語：SMS Weißenburg）            | 6门280（11英寸）舰炮 | 10,670公噸（10,500長噸） | 2具螺旋桨，三胀循环式发动机，16.5節（30.6每小時；19.0英里每小時） | 1890年   | 1894年10月14日 | 1910年9月12日移交给奥斯曼帝国，1956年至1957年间拆解。 |
| 沃尔特号 （德語：SMS Wörth）            | 6门280（11英寸）舰炮 | 10,670公噸（10,500長噸） | 2具螺旋桨，三胀循环式发动机，16.9節（31.3每小時；19.4英里每小時） | 1890年   | 1893年10月31日 | 1920年在但泽拆解                                      |

### 德皇腓特烈三世级

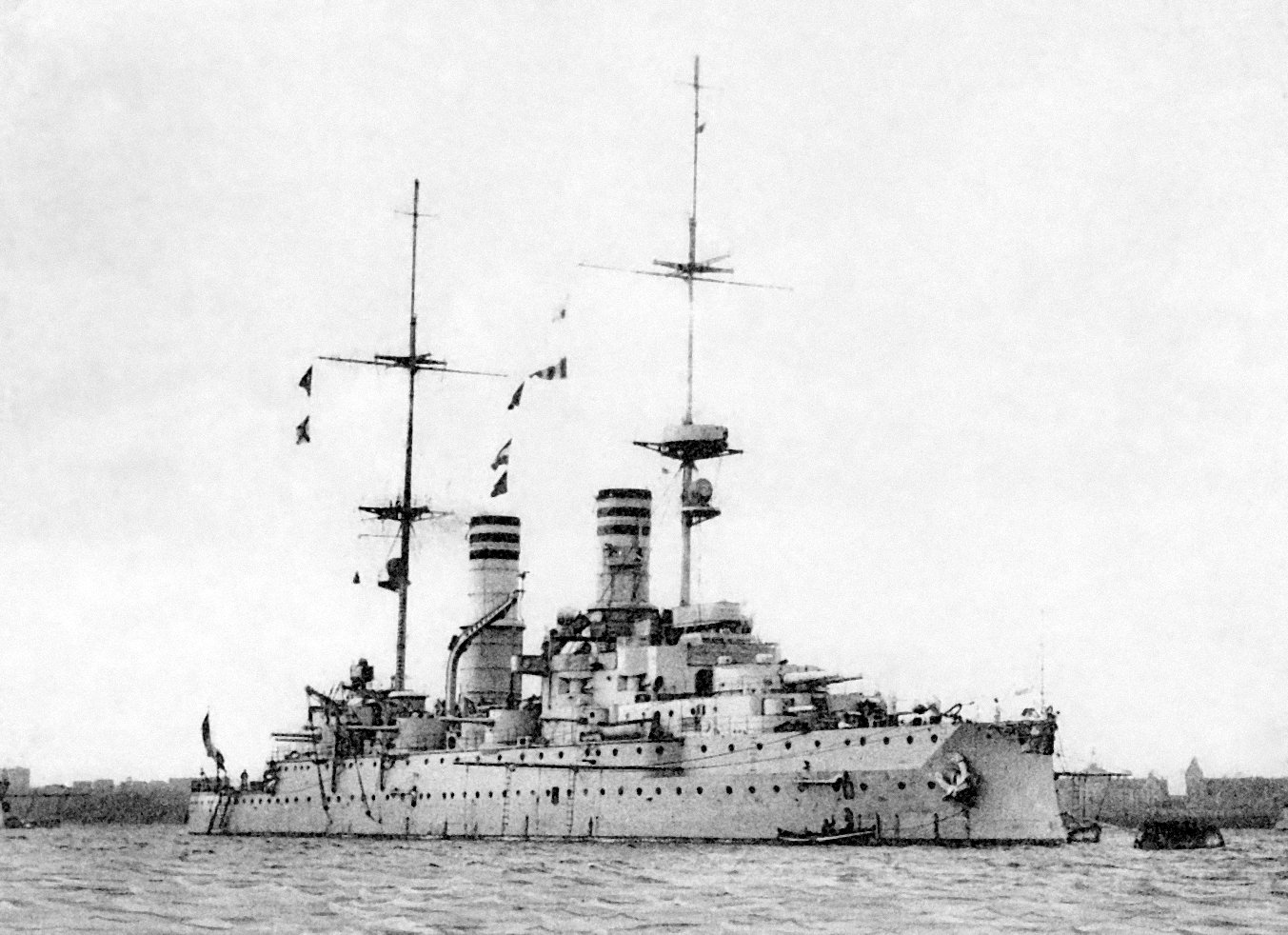
德皇巴巴罗萨号

5艘德皇腓特烈三世级战列舰为后来的德国前无畏舰定立了标准。她们装备的主炮规格比同时代的外国战列舰要小，但是副炮更重型。这种配置更符合“枪林弹雨”理论，该理论强调使用小型快速射击的炮组的饱和射击，而不是大型慢速射击的炮组。这一舰级的战列舰也是德国第一批使用三具螺旋桨的战列舰，而此前的勃兰登堡级只装备有两具螺旋桨。这个舰级由5艘舰只组成：德皇腓特烈三世号、德皇威廉二世号、德皇威廉大帝号、德皇卡爾大帝号和德皇巴巴罗萨号。所有的舰只都以历史上德国皇帝的名字命名。

海试完成后，5舰被分配到本土舰队（Heimatflotte）的第一分舰队。德皇威廉二世号直到1906年都一直被作为舰队的旗舰。经过十年的舰队服役后，这些舰只被更新的军舰所取代。之后她们全都被移籍到第三分舰队。后来，这支分舰队被重组为公海舰队，并作为预备舰队。1907年，5舰都进入干船坞进行大改。烟囱变得更高，上层建筑被削减，副炮被重新布置，这项工程一直持续到1910年。5舰在第一次世界大战期间没有参与前线任务，她们都被解除武装并降级到次要职责。德皇威廉大帝号被用作鱼雷训练舰，德皇威廉二世号被用作指挥舰，而其他3舰则被用作监狱舰。5舰都在1919年至1922年间被拆解。
| 舰名                        | 主炮                  | 排水量                   | 推进器                                                            | 服役     | 服役          | 服役                 |
| 舰名                        | 主炮                  | 排水量                   | 推进器                                                            | 龙骨敷设 | 交付日期      | 结局                 |
| --------------------------- | --------------------- | ------------------------ | ----------------------------------------------------------------- | -------- | ------------- | -------------------- |
| 德皇腓特烈三世号 （德語：SMS Kaiser Friedrich III.） | 4门240（9.4英寸）舰炮 | 11,785公噸（11,599長噸） | 3具螺旋桨，三胀循环式发动机，17.3節（32.0每小時；19.9英里每小時） | 1895年   | 1898年10月7日 | 1920年拆解           |
| 德皇威廉二世号 （德語：SMS Kaiser Wilhelm II.）   | 4门240（9.4英寸）舰炮 | 11,785公噸（11,599長噸） | 3具螺旋桨，三胀循环式发动机，17.6節（32.6每小時；20.3英里每小時） | 1896年   | 1900年2月13日 | 1922年拆解           |
| 德皇威廉大帝号 （德語：SMS Kaiser Wilhelm der Große）   | 4门240（9.4英寸）舰炮 | 11,785公噸（11,599長噸） | 3具螺旋桨，三胀循环式发动机，17.2節（31.9每小時；19.8英里每小時） | 1898年   | 1901年5月5日  | 1920年拆解           |
| 德皇卡爾大帝号 （德語：SMS Kaiser Karl der Große）   | 4门240（9.4英寸）舰炮 | 11,785公噸（11,599長噸） | 3具螺旋桨，三胀循环式发动机，17.8節（33.0每小時；20.5英里每小時） | 1898年   | 1902年2月4日  | 1920年拆解           |
| 德皇巴巴罗萨号 （德語：SMS Kaiser Barbarossa）   | 4门240（9.4英寸）舰炮 | 11,785公噸（11,599長噸） | 3具螺旋桨，三胀循环式发动机，17.8節（33.0每小時；20.5英里每小時） | 1898年   | 1901年6月10日 | 1919年至1920年间拆解 |

### 维特尔斯巴赫级

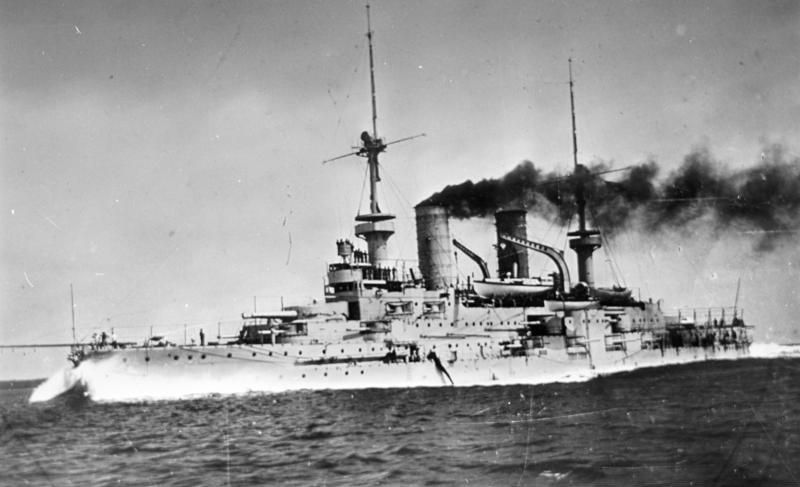
1902年的维特尔斯巴赫号

维特尔斯巴赫级战列舰代表对前级德皇腓特烈三世级的渐进式改进。这一级战列舰装备相同的4门240（9.4英寸）口径的舰炮，但是另外增加鱼雷发射管。更大面积的装甲带提高了这些战列舰的防御能力。不同于以往的舰只，本级舰只的主甲板整个都是齐平的。德皇腓特烈三世号的后甲板则经过缩减。这一舰级的舰只包括维特尔斯巴赫号、韦廷号、策林根号、施瓦本号和梅克伦堡号。她们都是根据1898年第一部海军法建造的第一批战列舰。

加入舰队后，维特尔斯巴赫级舰只被分配到第一战列分舰队，那里她们取代老旧的勃兰登堡级舰只。就像德皇腓特烈三世级舰只一样，维特尔斯巴赫级战列舰也在无畏舰问世后陆续退役。5舰在第一次世界大战爆发时被召回服役，並分配到第四分舰队，部署在波罗的海。然而，由于她们的舰龄和结构脆弱，又在1916年退出现役。之后这几艘舰只被用作训练船，只有梅克伦堡号被用作监狱船。1919年，维特尔斯巴赫号和施瓦本号被改装成扫雷艇的供应母舰。1922年，除策林根号以外，其余舰只都先后被拆解。策林根号在1926年至1927年间被改装成一艘无线电控制的靶舰。1944年，英國皇家空軍轰炸机在哥腾哈芬击沉该舰，1949年至1950年间，策林根号的残骸被拆除。
| 舰名                      | 主炮                  | 排水量                   | 推进器                                                            | 服役     | 服役           | 服役                             |
| 舰名                      | 主炮                  | 排水量                   | 推进器                                                            | 龙骨敷设 | 交付日期       | 结局                             |
| ------------------------- | --------------------- | ------------------------ | ----------------------------------------------------------------- | -------- | -------------- | -------------------------------- |
| 维特尔斯巴赫号 （德語：SMS Wittelsbach） | 4门240（9.4英寸）舰炮 | 12,798公噸（12,596長噸） | 3具螺旋桨，三胀循环式发动机，17.0節（31.5每小時；19.6英里每小時） | 1899年   | 1902年10月15日 | 1921年拆解                       |
| 韦廷号 （德語：SMS Wettin）         | 4门240（9.4英寸）舰炮 | 12,798公噸（12,596長噸） | 3具螺旋桨，三胀循环式发动机，18.1節（33.5每小時；20.8英里每小時） | 1899年   | 1902年10月1日  | 1922年拆解                       |
| 策林根号 （德語：SMS Zähringen）       | 4门240（9.4英寸）舰炮 | 12,798公噸（12,596長噸） | 3具螺旋桨，三胀循环式发动机，17.8節（33.0每小時；20.5英里每小時） | 1899年   | 1902年10月25日 | 1944年沉没，1949年至1950年间拆解 |
| 施瓦本号 （德語：SMS Schwaben）       | 4门240（9.4英寸）舰炮 | 12,798公噸（12,596長噸） | 3具螺旋桨，三胀循环式发动机，16.9節（31.3每小時；19.4英里每小時） | 1900年   | 1904年4月13日  | 1921年拆解                       |
| 梅克伦堡号 （德語：SMS Mecklenburg）     | 4门240（9.4英寸）舰炮 | 12,798公噸（12,596長噸） | 3具螺旋桨，三胀循环式发动机，18.1節（33.5每小時；20.8英里每小時） | 1900年   | 1903年5月25日  | 1921年拆解                       |

### 不伦瑞克级

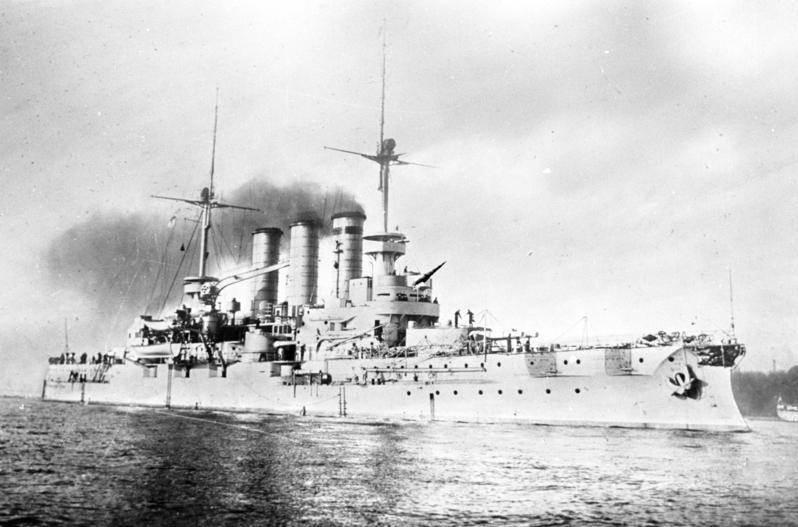
1904年的一艘舰名不详的不伦瑞克级战列舰

不伦瑞克级战列舰由不伦瑞克号、阿尔萨斯号、黑森号、普鲁士号和洛林号组成，其与德国海军以前的战列舰相比有相当大的改进。她们配备更强大的280（11英寸）舰炮作为主炮，尽管这仍然比不上英国战列舰上使用的标准305（12英寸）舰炮。主炮炮塔安装在艏楼甲板上，而不是像以前的战列舰那样安装在一个更高的甲板上。虽然装甲保护方案大致相同，但这一级战列舰比她们的前辈更大、更快。这些舰只依照德国1900年海军法授权建造。

1907年，德国海军第二战列分舰队成立，5艘不伦瑞克级战列舰以及5艘新型德国级战列舰被分配到其中。第一次世界大战爆发时，4艘不伦瑞克级战列舰被分配到第四战列分舰队与维特尔斯巴赫级战列舰一起。1915年，不伦瑞克号和阿尔萨斯号参加里加湾海战。黑森号继续留在第二战列分舰队，并在1916年参加日德兰海战。战后，洛林号和普鲁士号被改装成扫雷艇补给舰，她们最终在1931年被拆解。普鲁士号一段63（207英尺）长的舰体被保留下来用作炸弹目标，最终在1945年4月被炸沉，其残骸在1954年被捞起并拆解。其他3舰被用作岸防舰，然而在1931年至1935年间，除黑森号以外，她们也被退役和拆解。1935年，黑森号被改装成一艘无线电控制的靶舰直到1945年第二次世界大战结束。后来，她被割让给蘇聯海軍，并改名为塞尔号（Tsel）。
| 舰名                  | 主炮                 | 排水量                   | 推进器                                                            | 服役     | 服役           | 服役                                                         |
| 舰名                  | 主炮                 | 排水量                   | 推进器                                                            | 龙骨敷设 | 交付日期       | 结局                                                         |
| --------------------- | -------------------- | ------------------------ | ----------------------------------------------------------------- | -------- | -------------- | ------------------------------------------------------------ |
| 不伦瑞克号 （德語：SMS Braunschweig） | 4门280（11英寸）舰炮 | 14,394公噸（14,167長噸） | 3具螺旋桨，三胀循环式发动机，18.7節（34.6每小時；21.5英里每小時） | 1901年   | 1904年10月15日 | 1931年拆解                                                   |
| 阿尔萨斯号 （德語：SMS Elsass） | 4门280（11英寸）舰炮 | 14,394公噸（14,167長噸） | 3具螺旋桨，三胀循环式发动机，18.7節（34.6每小時；21.5英里每小時） | 1901年   | 1904年11月29日 | 1936年拆解                                                   |
| 黑森号 （德語：SMS Hessen）     | 4门280（11英寸）舰炮 | 14,394公噸（14,167長噸） | 3具螺旋桨，三胀循环式发动机，18.2節（33.7每小時；20.9英里每小時） | 1902年   | 1905年9月19日  | 1946年割让给苏联                                             |
| 普鲁士号 （德語：SMS Preußen）   | 4门280（11英寸）舰炮 | 14,394公噸（14,167長噸） | 3具螺旋桨，三胀循环式发动机，18.5節（34.3每小時；21.3英里每小時） | 1902年   | 1905年7月12日  | 1931年部分拆解，1945年被轰炸机击沉，1954年被重新打捞并拆解。 |
| 洛林号 （德語：SMS Lothringen）     | 4门280（11英寸）舰炮 | 14,394公噸（14,167長噸） | 3具螺旋桨，三胀循环式发动机，18.7節（34.6每小時；21.5英里每小時） | 1902年   | 1906年5月18日  | 1931年拆解                                                   |

### 德国级

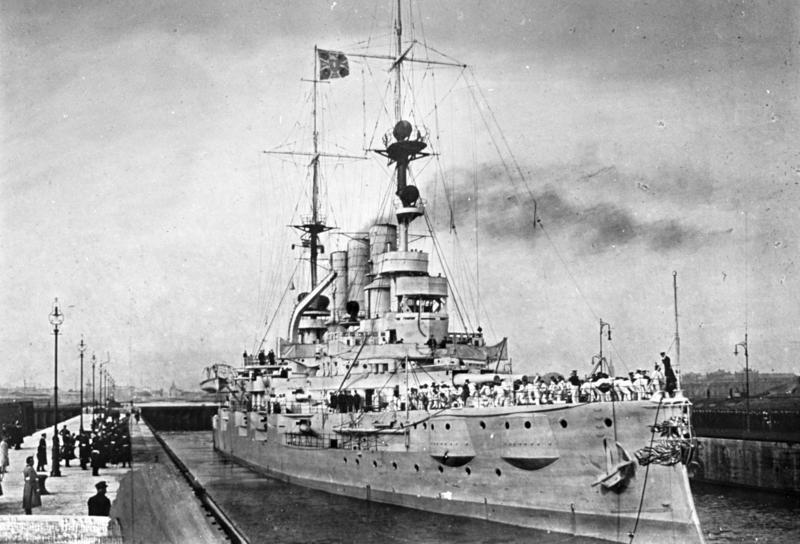
1912年的德国号

5艘德国级战列舰——德国号、汉诺威号、波美拉尼亚号、西里西亚号和石勒苏益格-荷尔斯泰因号是德国海军建造的最后一批前无畏舰。她们类似不伦瑞克级战列舰，但是装甲更厚。尽管有关在建的划时代战列舰无畏号的性能传闻越传愈烈，但还是开建了。提尔皮茨海军上将坚持建造她们，因为如果建造更大的舰只，就必须扩建基爾運河，这将给当年的海军预算带来巨大压力。

自1906年开始投入使用以来，她们被分配到新的第二战列分舰队：德国号取代德皇威廉二世号成为舰队的旗舰。第一次世界大战期间，这些战列舰留在第二战列分舰队，并于1916年参加日德兰海战。然而她们缓慢的速度阻碍更先进的公海舰队无畏舰行进。在战斗的第二天早些时候，波美拉尼亚号被一枚魚雷击中，引发弹药库爆炸并沉没。战斗结束后，德国号退出舰队服役，最终在1917年8月完全退役。德国号于1920年被拆解。剩下的3舰则继续在德国海军服役，汉诺威号在1935年被除名，最终在1944年至1946年间被拆解。西里西亚号和石勒苏益格-荷尔斯泰因号都在二战期间沉没，但后来被捞起。1949年至1970年间，西里西亚号解体，而石勒苏益格-荷尔斯泰因号于1946年被转让蘇聯海軍。
| 舰名                               | 主炮                 | 排水量                   | 推进器                                                            | 服役     | 服役          | 服役                                      |
| 舰名                               | 主炮                 | 排水量                   | 推进器                                                            | 龙骨敷设 | 交付日期      | 结局                                      |
| ---------------------------------- | -------------------- | ------------------------ | ----------------------------------------------------------------- | -------- | ------------- | ----------------------------------------- |
| 德国号 （德語：SMS Deutschland）                  | 4门280（11英寸）舰炮 | 14,218公噸（13,993長噸） | 3具螺旋桨，三胀循环式发动机，18.6節（34.4每小時；21.4英里每小時） | 1903年   | 1906年8月3日  | 1920年至1922年间被拆解                    |
| 汉诺威号 （德語：SMS Hannover）                | 4门280（11英寸）舰炮 | 14,218公噸（13,993長噸） | 3具螺旋桨，三胀循环式发动机，18.5節（34.3每小時；21.3英里每小時） | 1904年   | 1907年10月1日 | 1944年至1946年间被拆解                    |
| 波美拉尼亚号 （德語：SMS Pommern）            | 4门280（11英寸）舰炮 | 14,218公噸（13,993長噸） | 3具螺旋桨，三胀循环式发动机，18.7節（34.6每小時；21.5英里每小時） | 1904年   | 1907年8月6日  | 1916年6月1日于日德兰海战沉没              |
| 西里西亚号 （德語：SMS Schlesien）              | 4门280（11英寸）舰炮 | 14,218公噸（13,993長噸） | 3具螺旋桨，三胀循环式发动机，18.5節（34.3每小時；21.3英里每小時） | 1904年   | 1908年5月5日  | 1945年5月5日自沉，1949年至1970年间拆解    |
| 石勒苏益格-荷尔斯泰因号 （德語：SMS Schleswig-Holstein） | 4门280（11英寸）舰炮 | 14,218公噸（13,993長噸） | 3具螺旋桨，三胀循环式发动机，19.1節（35.4每小時；22.0英里每小時） | 1905年   | 1908年7月6日  | 1945年3月21日自沉，后来被捞起并割让给苏联 |

## 无畏舰

### 拿骚级

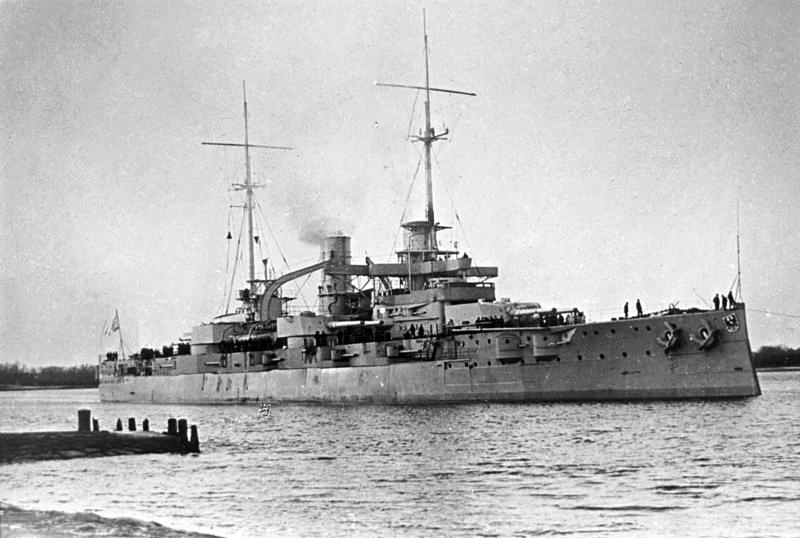
1910年的莱茵兰号

拿骚级战列舰由拿骚号、威斯特法伦号、莱茵兰号和波森号组成，是德国对英国皇家海军1906年下水的第一艘“全装重型火炮”战列舰无畏号的回应。这一级战列舰的主炮呈独一无二的六角形分布在甲板上。由于她们沿用三胀式发动机，而不是更强劲的涡轮发动机，因此，比同时代的英军战列舰航速更慢。
她们在德国舰队入役后，所有4舰都被分配入第一战列分舰队第二支队服役。其中两艘，拿骚号和波森号1915年参加非决定性的里加湾海战，在此期间，她们与俄罗斯海军光荣号战列舰交战。1916年5月31日至6月1日，4艘拿骚级战列舰参加日德兰海战。战斗中她们只遭受少量的副炮击中，伤亡也很有限。1918年初，莱茵兰号和威斯特法伦号被派往芬兰支持内战中的白卫队。但是莱茵兰号4月在奥兰群岛搁浅，受到严重破坏。第一次世界大战结束时，4舰被获胜的协约国作为战利品扣押，并被出售拆解。
| 舰名                    | 主炮                  | 排水量                   | 推进器                                                            | 服役     | 服役           | 服役       |
| 舰名                    | 主炮                  | 排水量                   | 推进器                                                            | 龙骨敷设 | 交付日期       | 结局       |
| ----------------------- | --------------------- | ------------------------ | ----------------------------------------------------------------- | -------- | -------------- | ---------- |
| 拿骚号 （德語：SMS Nassau）       | 12门280（11英寸）舰炮 | 20,535公噸（20,211長噸） | 3具螺旋桨，三胀循环式发动机，20節（37每小時；23英里每小時）       | 1907年   | 1909年10月1日  | 1920年拆解 |
| 威斯特法伦号 （德語：SMS Westfalen） | 12门280（11英寸）舰炮 | 20,535公噸（20,211長噸） | 3具螺旋桨，三胀循环式发动机，20.2節（37.4每小時；23.2英里每小時） | 1907年   | 1909年11月16日 | 1924年拆解 |
| 莱茵兰号 （德語：SMS Rheinland）     | 12门280（11英寸）舰炮 | 20,535公噸（20,211長噸） | 3具螺旋桨，三胀循环式发动机，20節（37每小時；23英里每小時）       | 1907年   | 1910年4月30日  | 1921年拆解 |
| 波森号 （德語：SMS Posen）       | 12门280（11英寸）舰炮 | 20,535公噸（20,211長噸） | 3具螺旋桨，三胀循环式发动机，20節（37每小時；23英里每小時）       | 1907年   | 1910年5月31日  | 1922年拆解 |

### 黑尔戈兰级

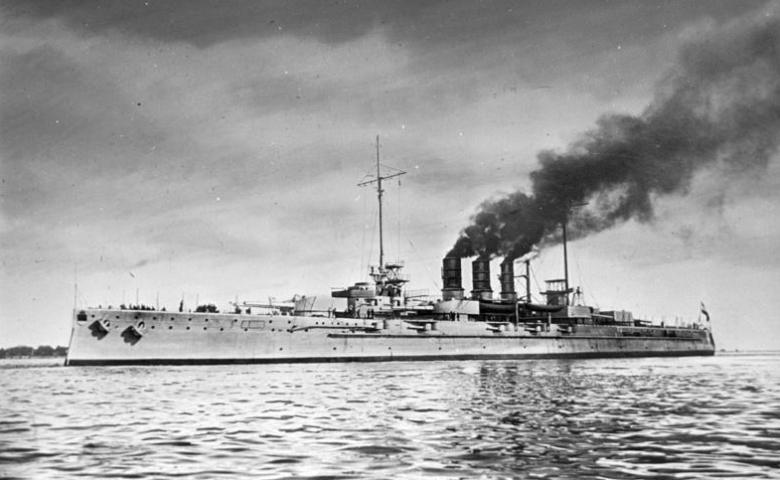
约1911年至1917年间的黑尔戈兰号

黑尔戈兰级战列舰是德国海军的第二批无畏舰，建于1908年至1912年间。此舰级由4艘舰只组成：黑尔戈兰号、东弗里斯兰号、图林根号和奥尔登堡号。与之前的拿骚级战列舰相比，这些舰只有显著的改进，包括更强大的主炮和更先进的推进系统。与前一级建有的两个较大的烟囱相比，这三个烟囱排列紧密，很容易将黑尔戈兰级与前代的拿骚级区分开来。本级舰只保留拿骚级不同寻常的六边形主炮台布局。

这些舰只在入役公海舰队后组成第一战列分舰队的第一支队，与隶属于第一战列分舰队第二支队的拿骚级舰只并肩作战。她们在第一次世界大战期间参加战斗，包括北海的日德兰海战和波罗的海的里加湾海战。4舰都在战争中幸存下来，但是她们并没有作为德国舰队的一部分被扣押在斯卡帕湾。德国在斯卡帕湾的主力舰队自沉后，4艘黑尔戈兰级舰只作为沉没舰只的替代品被赔偿予协约国。东弗里斯兰号被美国海军获得，并在1921年7月威廉·米切尔的空中力量演示中作为靶舰击沉。黑尔戈兰号和奥尔登堡号分别被分配给英国和日本，并于1921年拆解。图林根号于1920年被交付给法国，并被用作法国海军的靶舰。这艘舰最终在1923年至1933年间被拆解。
| 舰名                    | 主炮                  | 排水量                   | 推进器                                                            | 服役     | 服役          | 服役                 |
| 舰名                    | 主炮                  | 排水量                   | 推进器                                                            | 龙骨敷设 | 交付日期      | 结局                 |
| ----------------------- | --------------------- | ------------------------ | ----------------------------------------------------------------- | -------- | ------------- | -------------------- |
| 黑尔戈兰号 （德語：SMS Helgoland）   | 12门305（12英寸）舰炮 | 24,700公噸（24,300長噸） | 3具螺旋桨，三胀循环式发动机，20.8節（38.5每小時；23.9英里每小時） | 1908年   | 1911年8月23日 | 1921年拆解           |
| 东弗里斯兰号 （德語：SMS Ostfriesland） | 12门305（12英寸）舰炮 | 24,700公噸（24,300長噸） | 3具螺旋桨，三胀循环式发动机，21.2節（39.3每小時；24.4英里每小時） | 1908年   | 1911年8月1日  | 1921年作为靶舰击沉   |
| 图林根号 （德語：SMS Thüringen）     | 12门305（12英寸）舰炮 | 24,700公噸（24,300長噸） | 3具螺旋桨，三胀循环式发动机，21節（39每小時；24英里每小時）       | 1908年   | 1911年9月10日 | 1923年至1933年间拆解 |
| 奥尔登堡号 （德語：SMS Oldenburg）   | 12门305（12英寸）舰炮 | 24,700公噸（24,300長噸） | 3具螺旋桨，三胀循环式发动机，21.3節（39.4每小時；24.5英里每小時） | 1909年   | 1912年5月1日  | 1921年拆解           |

### 皇帝级

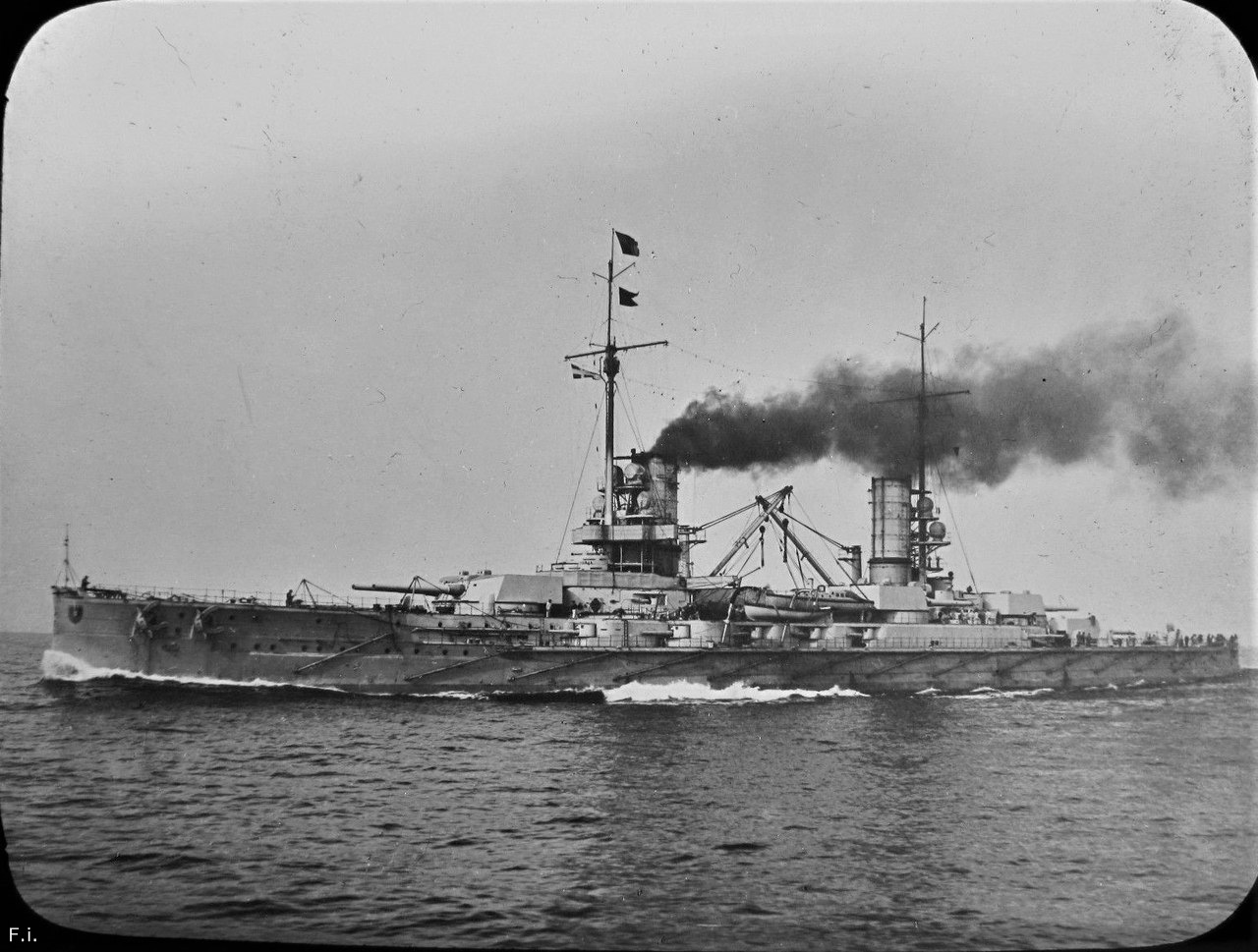
1913年的皇帝号

皇帝级战列舰由皇帝号、腓特烈大帝号、皇后号、阿尔贝特国王号和柳特波德摄政王号组成，是德国海军旗下第三批无畏舰，也是第一批拥有涡轮发动机和背负式炮塔的舰级。和当时其他德国战列舰一样，皇帝级的主炮口径比她们的英国对手小，只有305（12英寸）。而同时期英国俄里翁级的主炮口径为343（13.5英寸）。10门305毫米50倍径速射炮分别安装在5座双联装炮塔中，一座炮塔在前部，两座炮塔在舰艉，另外两座炮塔在舰舯部交错的“翼”状旋转支架中。

5舰在战争期间都在北海作战，她们一起在第三战列分舰队的第六支队服役，而腓特烈大帝号作为舰队的旗舰。日德兰海战期间有4舰参加，阿尔贝特国王号当时在船坞里。在参加战斗的4舰中，只有皇帝号被两枚大口径炮弹击中受损。这些战列舰还参加波罗的海的阿尔比恩行动。在这次行动中，在威廉·蘇雄海军中将的指挥下她们被重组为第四战列舰分舰队。战争结束时，5舰都被扣押在斯卡帕湾的英国海军基地。1919年6月21日，她们被自沉，以防被皇家海军俘获。随后，这些舰只在1929年至1937年间被打捞和拆解作废料。
| 舰名                        | 主炮                  | 排水量                   | 推进器                                                          | 服役     | 服役           | 服役                        |
| 舰名                        | 主炮                  | 排水量                   | 推进器                                                          | 龙骨敷设 | 交付日期       | 结局                        |
| --------------------------- | --------------------- | ------------------------ | --------------------------------------------------------------- | -------- | -------------- | --------------------------- |
| 皇帝号 （德語：SMS Kaiser）           | 10门305（12英寸）舰炮 | 27,000公噸（26,570長噸） | 3具螺旋桨，蒸汽涡轮发动机，23.4節（43.3每小時；26.9英里每小時） | 1909年   | 1912年8月1日   | 1919年6月21日在斯卡帕湾凿沉 |
| 腓特烈大帝号 （德語：SMS Friedrich der Große）     | 10门305（12英寸）舰炮 | 27,000公噸（26,570長噸） | 3具螺旋桨，蒸汽涡轮发动机，22.4節（41.5每小時；25.8英里每小時） | 1910年   | 1912年10月15日 | 1919年6月21日在斯卡帕湾凿沉 |
| 皇后号 （德語：SMS Kaiserin）           | 10门305（12英寸）舰炮 | 27,000公噸（26,570長噸） | 3具螺旋桨，蒸汽涡轮发动机，22.1節（40.9每小時；25.4英里每小時） | 1910年   | 1913年5月14日  | 1919年6月21日在斯卡帕湾凿沉 |
| 阿尔贝特国王号    | 10门305（12英寸）舰炮 | 27,000公噸（26,570長噸） | 3具螺旋桨，蒸汽涡轮发动机，22.1節（40.9每小時；25.4英里每小時） | 1910年   | 1913年7月31日  | 1919年6月21日在斯卡帕湾凿沉 |
| 柳特波德摄政王号  | 10门305（12英寸）舰炮 | 27,000公噸（26,570長噸） | 2具螺旋桨，蒸汽涡轮发动机，21.7節（40.2每小時；25.0英里每小時） | 1910年   | 1913年8月19日  | 1919年6月21日在斯卡帕湾凿沉 |

### 国王级

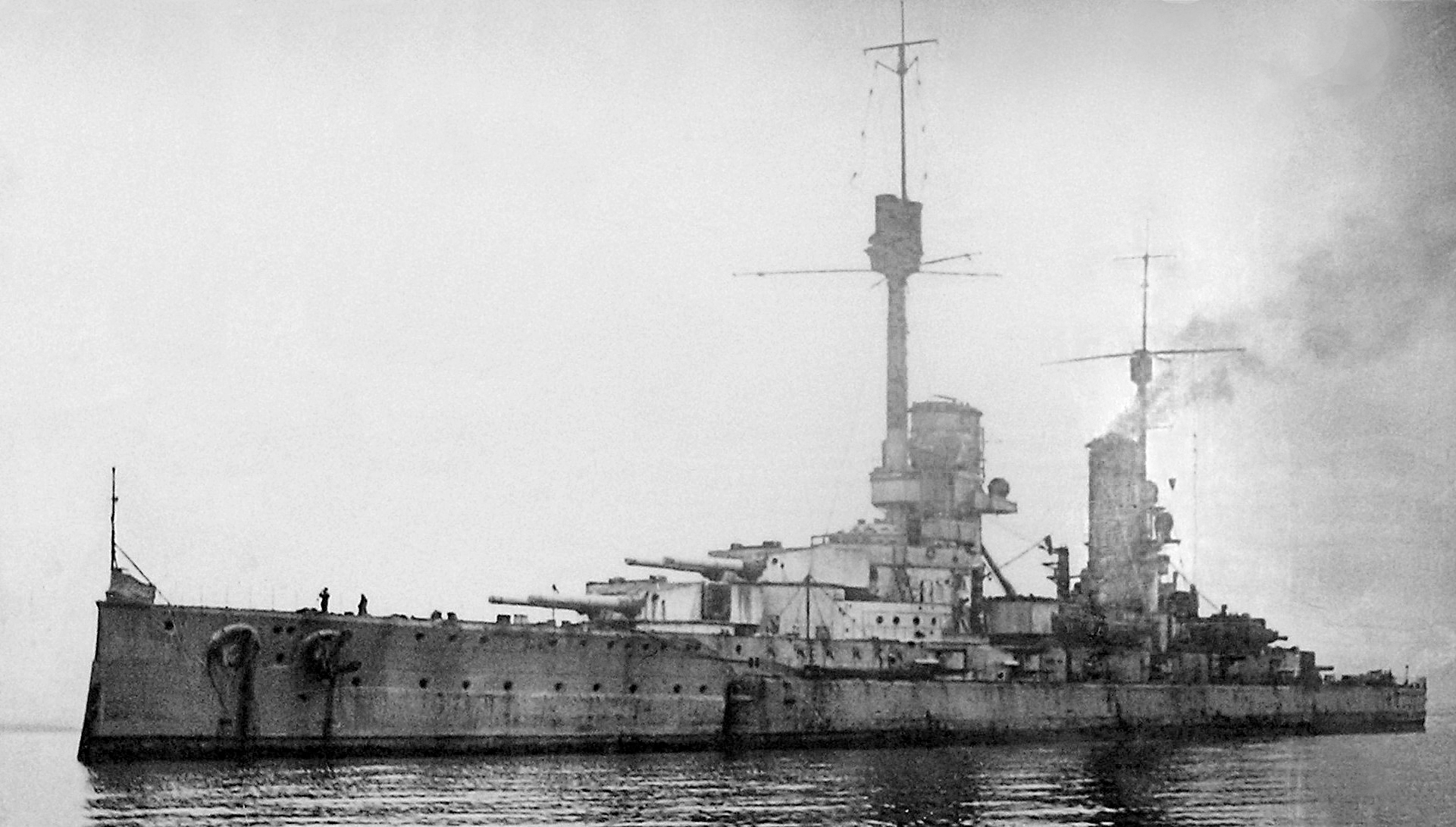
1919年在斯卡帕湾的王储号

第一次世界大战爆发时，国王级战列舰的4舰国王号、大选帝侯号、藩侯号和王储号是公海舰队中最强大的军舰。国王级战列舰的炮塔比之前的皇帝级战列舰的炮塔有所改进，其中一座翼状支架炮塔向前移动，安装在背负式发射装置中，而第二座翼状支架炮塔则移动到中轴线。这使得侧舷的射击角度更大，因此所有10门主炮都可以比此前的皇帝级射击更大的射击区域。
第一次世界大战期间，这个舰级都加入第三战列分舰队第五支队。这些舰只在战争期间参与多个舰队行动，其中包括日德兰海战，在那里她们充当德国战线的先锋，并与英国舰队进行密切接触。1917年，这些舰只还参加对俄罗斯海军的阿尔比恩行动，行动期间国王号击沉俄军的光荣号战列舰。战后她们都幸存下来，并于1918年11月被扣押在斯卡帕湾。4舰都在1919年6月21日被凿沉。
| 舰名                  | 主炮                  | 排水量                   | 推进器                                                      | 服役     | 服役          | 服役                        |
| 舰名                  | 主炮                  | 排水量                   | 推进器                                                      | 龙骨敷设 | 交付日期      | 结局                        |
| --------------------- | --------------------- | ------------------------ | ----------------------------------------------------------- | -------- | ------------- | --------------------------- |
| 国王号      | 10门305（12英寸）舰炮 | 28,600公噸（28,100長噸） | 3具螺旋桨，蒸汽涡轮机，21節（39每小時；24英里每小時）       | 1911年   | 1913年8月9日  | 1919年6月21日在斯卡帕湾凿沉 |
| 大选帝侯号 （德語：SMS Großer Kurfürst） | 10门305（12英寸）舰炮 | 28,600公噸（28,100長噸） | 3具螺旋桨，蒸汽涡轮机，21.2節（39.3每小時；24.4英里每小時） | 1911年   | 1914年7月30日 | 1919年6月21日在斯卡帕湾凿沉 |
| 藩侯号      | 10门305（12英寸）舰炮 | 28,600公噸（28,100長噸） | 3具螺旋桨，蒸汽涡轮机，21節（39每小時；24英里每小時）       | 1911年   | 1914年10月1日 | 1919年6月21日在斯卡帕湾凿沉 |
| 王储号 （德語：SMS Kronprinz）     | 10门305（12英寸）舰炮 | 28,600公噸（28,100長噸） | 3具螺旋桨，蒸汽涡轮机，21.3節（39.4每小時；24.5英里每小時） | 1912年   | 1914年11月8日 | 1919年6月21日在斯卡帕湾凿沉 |

## 超无畏舰

### 巴伐利亚级

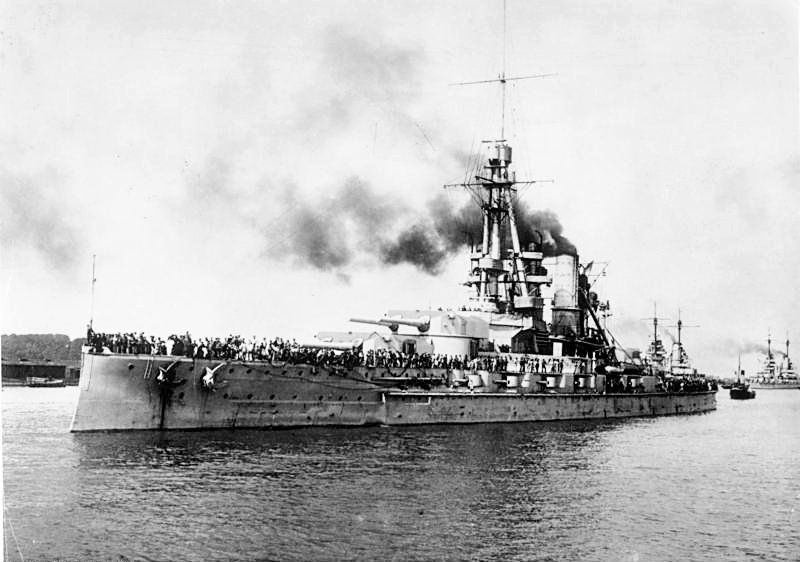
1915年试航中的巴伐利亚号

4艘巴伐利亚级战列舰是德国海军建造的第一批超无畏舰。本级舰包括巴伐利亚号、巴登号、萨克森号和符腾堡号。该级舰只在第一次世界大战前不久开始建造：1913年开建巴登号，1914年开建巴伐利亚号和萨克森号，1915年开建本级最后一艘符腾堡号。随着战事的拖延，海军造舰的优先顺序发生变化，导致只有巴登号和巴伐利亚号完成建造。此时人们认为U型潜艇对战争更有价值，因此新战列舰的研制工作的速度放慢，并最终完全停止。因此，巴伐利亚号和巴登号是德意志帝国海军最后完工的两艘战列舰。

巴伐利亚号和巴登号分别于1916年7月和1917年3月加入舰队。所以两舰都错过1916年5月31日至6月1日的日德兰海战。1917年10月，巴伐利亚号被分配到海军部队，这支部队在1917年10月的阿尔比恩行动中将俄罗斯帝国海军驱逐出里加湾，然而这艘战列舰因为误触水雷而严重受损，不得不撤回基尔进行维修。巴登号则取代腓特烈二世号成为公海舰队的旗舰，但却没有来得及参加任何战斗。两舰在1918年11月停战后被扣押在斯卡帕湾。巴伐利亚号于1919年7月21日被凿沉，但英国守卫设法将巴登号靠岸，以防止其沉没。这艘战列舰最终在1921年被用作靶舰。战争结束的1920年代初，处于不同建造阶段的萨克森号和符腾堡号被当作废金属拆解。
| 舰名                  | 主炮                 | 排水量                   | 推进器                                                | 服役     | 服役           | 服役                               |
| 舰名                  | 主炮                 | 排水量                   | 推进器                                                | 龙骨敷设 | 交付日期       | 结局                               |
| --------------------- | -------------------- | ------------------------ | ----------------------------------------------------- | -------- | -------------- | ---------------------------------- |
| 巴伐利亚号 （德語：SMS Bayern） | 8门381（15英寸）舰炮 | 32,200公噸（31,700長噸） | 3具螺旋桨，蒸汽涡轮机，22節（41每小時；25英里每小時） | 1913年   | 1916年7月15日  | 1919年6月21日在斯卡帕湾凿沉        |
| 巴登号 （德語：SMS Baden）     | 8门381（15英寸）舰炮 | 32,200公噸（31,700長噸） | 3具螺旋桨，蒸汽涡轮机，21節（39每小時；24英里每小時） | 1913年   | 1916年10月18日 | 割让给英国，1921年作为射击靶标击沉 |
| 萨克森号 （德語：SMS Sachsen）   | 8门381（15英寸）舰炮 | 32,500公噸（32,000長噸） | 3具螺旋桨，蒸汽涡轮机，22節（41每小時；25英里每小時） | 1914年   | ー             | 战争结束时未完工，1922年拆解       |
| 符腾堡号 （德語：SMS Württemberg）   | 8门381（15英寸）舰炮 | 32,500公噸（32,000長噸） | 3具螺旋桨，蒸汽涡轮机，22節（41每小時；25英里每小時） | 1915年   | ー             | 战争结束时未完工，1921年拆解       |

### L 20e α方案
L 20e α方案是德国海军一个在1918年建造数量不详的战列舰计划。设计方案于1917年10月2日选定，建造工程原定于1918年9月11日开工。这些舰只比前面的巴伐利亚级舰只大得多，比之前的舰只长超过50（160英尺）。这些舰只将是德国第一艘装有大于406（16英寸）舰炮的军舰。然而，德国战争形势的恶化意味着这些舰只从未建造。
| 计划名称 | 主炮                 | 排水量                   | 推进器                                              | 服役     | 服役     | 服役       |
| 计划名称 | 主炮                 | 排水量                   | 推进器                                              | 龙骨敷设 | 交付日期 | 结局       |
| -------- | -------------------- | ------------------------ | --------------------------------------------------- | -------- | -------- | ---------- |
| L 20e α  | 8门420（17英寸）舰炮 | 48,700公噸（47,900長噸） | 4具螺旋桨，蒸汽轮机，26節（48每小時；30英里每小時） | ー       | ー       | 仅设计研究 |

## 高速战列舰

### 沙恩霍斯特级

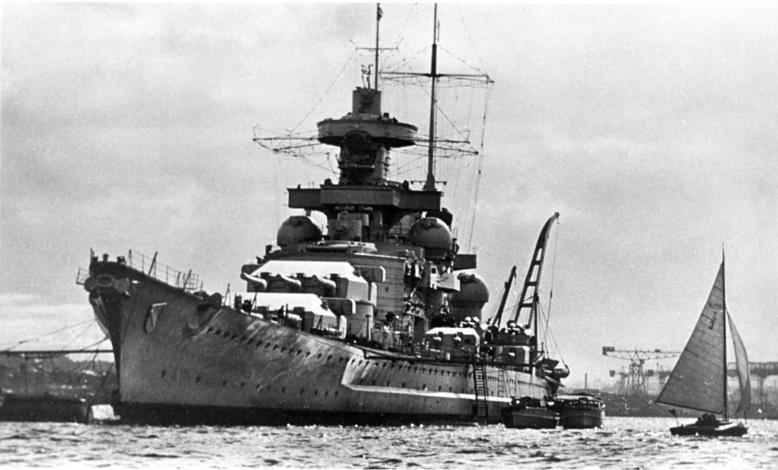
1939年在港口的沙恩霍斯特号

两艘沙恩霍斯特级战列舰是第一次世界大战结束后为纳粹德国海军建造的第一艘主力舰。她们标志着德国海军在凡尔赛条约之后重整军备的开始。该级舰只包括沙恩霍斯特号和格奈森瑙号。这些舰船配备9门280（11英寸）SK C/34型舰炮，安装在三座三联装炮塔中。然而也有计划用6门381（15英寸）SK C/34型舰炮替换，分别安装在三座双联装炮塔中。
两舰于1935年安放龙骨，1936年底下水，1939年初投入德国舰队。在第二次世界大战早期的大部分时间里，沙恩霍斯特号和格奈森瑙号都在一起出勤，包括出动飞机进入大西洋袭击英国商船。两舰参加德国入侵挪威的威悉演习行动。在挪威附近海域的行动中，两舰与声威号战列巡洋舰交战并击沉光荣号航空母舰。击沉光荣号期间，沙恩霍斯特号完成历史上射程最远的海军炮火打击之一。1942年初，两舰在白天横渡英吉利海峡，从被占领的法国驶回德国。
1942年末，格奈森瑙号在盟军对基尔的空袭中遭到严重破坏。1943年初，沙恩霍斯特号在挪威与提尔皮茨号战列舰会合，阻截盟军前往苏联的护航船队。沙恩霍斯特号和几艘驱逐舰从挪威出动攻击一支护航船队，结果德军反而被英国海军巡逻队拦截。在北角海战中，皇家海军约克公爵号战列舰击沉沙恩霍斯特号。与此同时，格奈森瑙号则在进行修复工程。然而，当沙恩霍斯特号沉没的消息传来后，格奈森瑙号的修复作业就被取消。1945年她在格丁尼亚被当作封锁船自沉。1950年代沉舰残骸被拆解。
| 舰名                    | 主炮                 | 排水量                   | 推进器                                                  | 服役     | 服役          | 服役                                     |
| 舰名                    | 主炮                 | 排水量                   | 推进器                                                  | 龙骨敷设 | 交付日期      | 结局                                     |
| ----------------------- | -------------------- | ------------------------ | ------------------------------------------------------- | -------- | ------------- | ---------------------------------------- |
| 沙恩霍斯特号 （德語：Scharnhorst） | 9门280（11英寸）舰炮 | 38,100長噸（38,700公噸） | 3具螺旋桨，汽轮机，31.5節（58.3每小時；36.2英里每小時） | 1935年   | 1939年1月7日  | 1943年12月26日在北角海战中沉没           |
| 格奈森瑙号 （德語：Gneisenau）   | 9门280（11英寸）舰炮 | 38,100長噸（38,700公噸） | 3具螺旋桨，汽轮机，31.2節（57.8每小時；35.9英里每小時） | 1935年   | 1938年5月21日 | 1945年在哥腾哈芬自沉，1951年被捞起并拆解 |

### 俾斯麦级

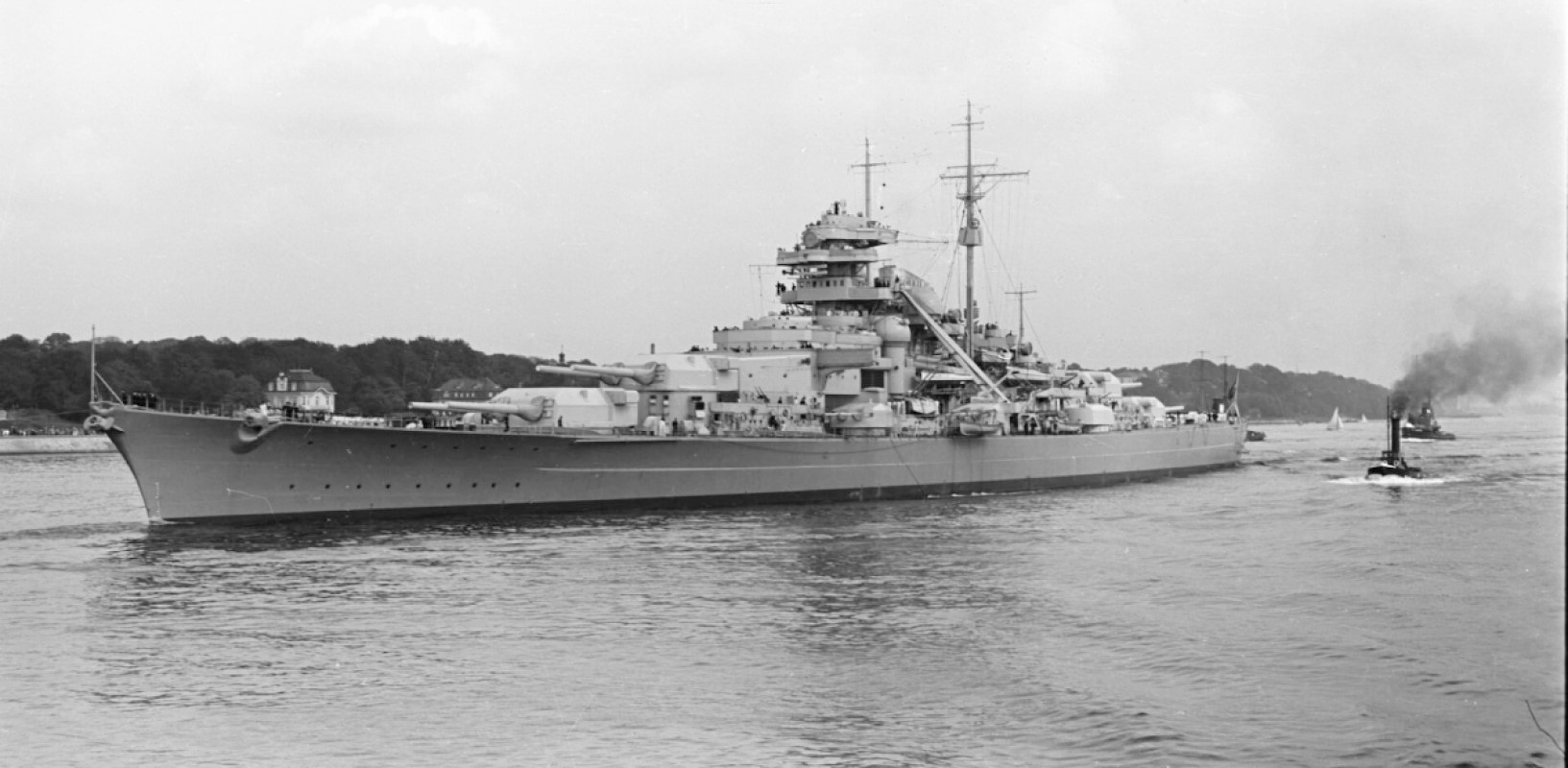
1940年的俾斯麦号

俾斯麦号和提尔皮茨号是德国海军建造的最后也是最大的战列舰，也是欧洲当时建造的最重型的战列舰。她们是根据1935年签署的英德海军协定条款建造。表面上取代不超过协议中规定的35,000長噸（36,000公噸），实际上，这些舰在满载时重约15,000長噸（15,000公噸）。这些战列舰是为了对抗当时正在建造的新型法国战列舰而建造的。
两舰都在二战期间经历过战斗。俾斯麦号于1941年5月被部署到大西洋，与欧根亲王号重巡洋舰一起袭击英国船只。在这次行动中，俾斯麦号击沉英军胡德号战列巡洋舰和重创新型的威尔士亲王号战列舰，迫使其撤退。英国海军动员所有可用的资源进行大规模搜寻，以追踪并摧毁俾斯麦号。几天后，俾斯麦号被从皇家方舟号航空母舰起飞的16架剑鱼式双翼鱼雷轰炸机的鱼雷击中致残，随后于5月27日被罗德尼号战列舰和英王乔治五世号战列舰击沉。
提尔皮茨号的服役经历并不那么活跃。战争的大部分时间，她作为存在舰队的一员驻扎在被占领的挪威。皇家海军试图用微型潛艇击沉她，但这些努力都失败了。1944年11月，英国皇家空军的兰开斯特轰炸机用12,000英磅（5,400）的高腳櫃炸弹三次击中该舰，导致其倾覆和沉没。残骸最终在1948年至1957年间被拆解。
| 舰名                  | 主炮                 | 排水量                   | 推进器                                                        | 服役     | 服役          | 服役                                     |
| 舰名                  | 主炮                 | 排水量                   | 推进器                                                        | 龙骨敷设 | 交付日期      | 结局                                     |
| --------------------- | -------------------- | ------------------------ | ------------------------------------------------------------- | -------- | ------------- | ---------------------------------------- |
| 俾斯麦号 （德語：Bismarck）   | 8门381（15英寸）舰炮 | 50,300公噸（49,500長噸） | 3具螺旋桨，蒸汽轮机，30節（56每小時；35英里每小時）           | 1936年   | 1940年4月28日 | 1941年5月27日被英军击沉                  |
| 提尔皮茨号 （德語：Tirpitz） | 8门381（15英寸）舰炮 | 52,600公噸（51,800長噸） | 3具螺旋桨，齿轮式汽轮机，30.8節（57.0每小時；35.4英里每小時） | 1936年   | 1941年2月25日 | 1944年11月12日沉没，1948年至1957年间拆解 |

### H级计划
1930年代末至1940年代初，H级战列舰是为了满足Z计划的要求而设计的一系列战列舰。第一个改型方案“H-39”，计划建造6艘战列舰，基本上是装备406（16英寸）口径主炮的俾斯麦级战列舰扩大版。“H-41”方案改进自“H-39”，配备8门420（17英寸）口径主炮。随后的两个计划方案“H-42”和“H-43”又一次将主炮组口径升级到480（19英寸）。到“H-44”方案时主炮口径更是飙升到508（20英寸）。由于第二次世界大战爆发，最後只有两艘“H-39”方案舰只建造施工，但无一建成。此后不久，所有方案都被取消。
| 设计案名称 | 主炮                 | 排水量                     | 推进器                                                | 服役     | 服役     | 服役              |
| 设计案名称 | 主炮                 | 排水量                     | 推进器                                                | 龙骨敷设 | 交付日期 | 结局              |
| ---------- | -------------------- | -------------------------- | ----------------------------------------------------- | -------- | -------- | ----------------- |
| H-39       | 8门406（16英寸）舰炮 | 62,600長噸（63,600公噸）   | 3具螺旋桨，柴油发动机，30節（56每小時；35英里每小時） | 1939年   | ー       | 1939年9月30日取消 |
| H-41       | 8门420（17英寸）舰炮 | 74,803長噸（76,003公噸）   | 如H-39                                                | ー       | ー       | ー                |
| H-42       | 8门480（19英寸）舰炮 | 96,555長噸（98,104公噸）   | 未知                                                  | ー       | ー       | ー                |
| H-43       | 8门480（19英寸）舰炮 | 118,110長噸（120,010公噸） | 未知                                                  | ー       | ー       | ー                |
| H-44       | 8门508（20英寸）舰炮 | 139,272長噸（141,507公噸） | 未知                                                  | ー       | ー       | ー                |

## 脚注

### 引文
1. ↑  Gröner，第7–12頁
2. ↑  Herwig，第13–14頁
3. ↑  Herwig，第17–18頁
4. ↑  罗振，第76頁
5. ↑  Herwig，第24–26頁
6. ↑  Gardiner & Gray，第134頁
7. ↑  Gardiner & Gray，第134–135頁
8. ↑  Gröner，第16–20頁
9. ↑  江泓 & 英国战列舰全史 1906-1914，第2頁
10. ↑  日本海人社 & 世界近代战列舰史，第14頁
11. ↑  史蒂夫，第100頁
12. ↑  日本海人社 & 世界近代战列舰史，第36頁
13. ↑  Herwig，第59頁
14. 1 2 3  日本海人社 & 世界近代战列舰史，第39頁
15. 1 2 3  日本海人社 & 世界近代战列舰史，第42頁
16. ↑  Gröner，第24–26頁
17. 1 2  日本海人社 & 世界近代战列舰史，第46頁
18. ↑  日本海人社 & 世界近代战列舰史，第132頁
19. 1 2 3 4 5 6  Gröner，第27–28頁
20. 1 2 3 4 5 6 7 8 9 10 11 12 13 14  Gröner，第30頁
21. 1 2  Herwig，第256頁
22. ↑  Gardiner & Chesneau，第218頁
23. ↑  Bird，第73頁
24. ↑  Gardiner & Chesneau，第219–220頁
25. ↑  刘怡，第206頁
26. ↑  日本海人社 & 世界近代战列舰史，第186頁
27. ↑  刘怡，第216頁
28. ↑  Gröner，第31–33頁
29. ↑  Gardiner & Chesneau，第220頁
30. ↑  Sturton，第48頁
31. ↑  Gardiner & Chesneau，第224–225頁
32. ↑  Gröner，第37–38頁
33. ↑  Gröner，第ix頁
34. 1 2 3  Hore, The Ironclads，第66頁
35. ↑  Herwig，第25頁
36. 1 2 3 4  Herwig，第45頁
37. ↑  Herwig，第106頁
38. 1 2 3 4 5 6 7 8 9 10 11 12 13 14 15 16 17  Gröner，第13頁
39. 1 2 3 4 5 6 7 8  Gröner，第14頁
40. 1 2  Gardiner & Gray，第390頁
41. ↑  Herwig，第26頁
42. ↑  Gardiner Chesneau & Kolesnik，第247頁
43. 1 2 3 4 5 6 7 8 9 10  Gardiner & Gray，第141頁
44. ↑  Hore, The Ironclads，第67頁
45. 1 2 3 4 5 6 7 8 9 10 11 12 13 14 15 16 17 18 19 20  Gröner，第15頁
46. 1 2 3 4 5 6 7 8 9 10 11 12 13 14 15 16 17 18 19 20  Gröner，第16頁
47. ↑  Herwig，第43頁
48. 1 2 3  Gardiner Chesneau & Kolesnik，第248頁
49. ↑  Halpern，第192頁
50. ↑  Hildebrand, Röhr, & Steinmetz Vol. 6，第60頁
51. ↑  Hildebrand, Röhr, & Steinmetz Vol. 6，第60–61頁
52. ↑  Hildebrand, Röhr, & Steinmetz Vol. 8，第94頁
53. 1 2 3 4 5 6 7 8 9 10 11 12 13 14 15 16 17  Gröner，第17頁
54. 1 2 3 4 5  Gröner，第16–17頁
55. ↑  Halpern，第196頁
56. ↑  Tarrant，第195頁
57. 1 2 3 4 5 6 7 8 9 10 11 12 13 14 15 16 17 18 19 20 21 22  Gröner，第20頁
58. 1 2 3 4 5 6 7 8 9 10 11 12 13 14 15  Gröner，第18頁
59. ↑  现代舰船杂志社，第86頁
60. ↑  刘怡，第231頁
61. ↑  刘怡，第232頁
62. 1 2  Hore, The Ironclads，第69頁
63. 1 2 3 4 5 6 7 8 9 10 11 12 13 14  Gröner，第22頁
64. ↑  Domarus，第3122頁
65. 1 2 3 4 5 6 7 8 9 10  Gröner，第21頁
66. 1 2 3 4 5  Gröner，第20–21頁
67. ↑  Gardiner & Gray，第140頁
68. 1 2  Breyer，第263頁
69. 1 2 3 4  Hore, Battleships，第67頁
70. ↑  Herwig，第59–60頁
71. ↑  Halpern，第197–198頁
72. 1 2 3 4  Tarrant，第286頁
73. 1 2  Tarrant，第296頁
74. 1 2 3 4 5 6 7 8 9 10 11 12 13 14 15 16 17 18 19 20 21 22 23  Gröner，第24頁
75. 1 2 3 4 5 6 7 8 9 10 11 12 13 14 15 16 17 18  Gröner，第23頁
76. 1 2 3  Gardiner & Gray，第146頁
77. ↑  Gröner，第24–25頁
78. ↑  Halpern，第197頁
79. 1 2  Hore, Battleships，第68頁
80. 1 2 3 4 5 6 7 8 9 10 11  Gröner，第25頁
81. ↑  Gardiner & Gray，第147頁
82. 1 2  Gröner，第23–30頁
83. ↑  Gardiner & Gray，第28, 147頁
84. 1 2  Gröner，第25–28頁
85. ↑  Tarrant，第62頁
86. ↑  Staff，第151頁
87. ↑  Tarrant，第282頁
88. 1 2 3 4 5 6 7 8 9 10 11 12 13 14 15 16 17 18 19 20 21 22 23 24 25 26 27 28 29 30 31  Gröner，第26頁
89. ↑  江泓 & 英国战列舰全史 1906-1914，第96頁
90. 1 2 3 4 5 6 7 8 9 10 11 12 13 14 15 16 17 18 19 20 21 22 23 24  Gröner，第28頁
91. ↑  Halpern，第218頁
92. ↑  Hore, Battleships，第69頁
93. 1 2 3 4 5 6 7 8  Gröner，第27頁
94. ↑  Gröner，第28–30頁
95. 1 2  Hore, Battleships，第70頁
96. ↑  Halpern，第215頁
97. 1 2  Schleihauf，第81頁
98. 1 2 3 4 5 6  Gardiner & Gray，第150頁
99. ↑  Gardiner & Gray，第149–150頁
100. 1 2  Gardiner & Chesneau，第225頁
101. ↑  Gröner，第31–32頁
102. ↑  Garzke & Dulin，第140頁
103. ↑  日本海人社 & 世界近代战列舰史，第106頁
104. ↑  Garzke & Dulin，第135頁
105. ↑  王子午，第96頁
106. ↑  DiGiulian 2006
107. ↑  Garzke & Dulin，第160–163頁
108. 1 2 3 4 5 6 7 8  Gröner，第31頁
109. 1 2 3 4  Gröner，第32頁
110. ↑  Garzke & Dulin，第203頁
111. ↑  Sturton，第44–45頁
112. ↑  Sturton，第44頁
113. 1 2 3  Sturton，第45頁
114. ↑  Bercuson & Herwig，第174頁
115. ↑  日本海人社 & 世界近代战列舰史，第166頁
116. 1 2 3 4 5 6 7  Gröner，第35頁
117. 1 2 3 4 5 6  Gröner，第33頁
118. 1 2  日本海人社 & 世界近代战列舰史，第187頁
119. ↑  刘怡，第224頁
120. ↑  Garzke & Dulin，第319頁
121. ↑  Garzke & Dulin，第323頁
122. 1 2 3 4 5 6 7 8 9 10  Gröner，第38頁
123. ↑  刘怡，第225頁
124. ↑  Gröner，第35–38頁
125. 1 2 3 4 5 6  Gröner，第37頁
126. ↑  Gröner，第35–37頁

## 拓展阅读
- Dodson, Aidan. . Barnsley: Seaforth Publishing. 2016. ISBN 978-1-84832-229-5.
- 欧阳欣. . 舰船知识. 2008, (2): 70–71  [2020-04-26]. （原始内容存档于2020-04-26） （中文（中国大陆））.